# Michelwerke (Montanunternehmen)
Die Michelwerke, umgangssprachlich auch Michel-Gruppe oder Michel-Konzern, waren ein von 1906 bis 1945 bestehendes deutsches Montanunternehmen in der Rechtsform einer bergrechtlichen Gewerkschaft mit Sitz in Halle (Saale). Das Unternehmen besaß Bergwerke, Brikettfabriken und Kraftwerke im Mitteldeutschen Braunkohlerevier sowie im Rheinischen Braunkohlerevier. Nach der Enteignung der mitteldeutschen Werke im Oktober 1945 gründeten die Anteilseigner mit dem verbliebenen Restvermögen die Michel-Verwaltungs GbR mit Sitz in Düsseldorf. Die Gruppe wurde Anfang der 1970er Jahre an die RAG verkauft.

## Geschichte
Mit dem Aufschluss der Grube Rheinland bei Groß- und Kleinkayna durch die von rheinischen Unternehmern gegründete Gewerkschaft Michel begann im Dezember 1906 der Bergbau im Geiseltal. Kurze Zeit später erwarb das Unternehmen drei weitere Kohlenfelder in der Umgebung von Großkayna, für deren Erschließung die Gewerkschaften Leonhardt (1910), Vesta (1910) und Gute Hoffnung (1911) gegründet wurden. Neben den Gruben wurde für jede Gewerkschaft eine Brikettfabrik errichtet:
- Großkayna I (Gewerkschaft Michel) in Großkayna (Betrieb von 1908 bis 1972)
- Großkayna II (Gewerkschaft Vesta) in Großkayna (Betrieb von 1912 bis 1972)
- Geiseltal II (Gewerkschaft Leonhardt) in Neumark (Betrieb von 1912 bis 1975)
- Roßbach (Gewerkschaft Gute Hoffnung) in Roßbach (Betrieb von 1912 bis 1968)[1]

Die Gewerkschaft Michel stellte somit die Stammgesellschaft der unter dem Namen Michelwerke zusammengefassten Gewerkschaften Michel, Vesta, Leonhardt und Gute Hoffnung dar. Der Sitz der Michelwerke befand sich in Halle (Saale), Dorotheenstraße 17. Hauptgewerke und Vorstandsvorsitzender der Gesellschaft war von 1906 bis 1945 der Düsseldorfer Bankier Georg van Meeteren (1880–1945). Weitere hohe Anteile (Kuxe) hielten unter anderem die Rheinische AG für Braunkohlenbergbau und Brikettfabrikation (RAG) und die Deutsche Erdöl-AG (DEA). Neben vielen Bergwerksunternehmen im mitteldeutschen Revier, jedoch als einzige im Geiseltal, traten die Michelwerke im Jahr 1910 dem Mitteldeutschen Braunkohlen-Syndikat (1909–1913) bei.
Umgangssprachlich, vor allem in der Presse, wurde das Unternehmen auch als Michel-Gruppe oder Michel-Konzern bezeichnet. Selbst der Aufsichtsrat der Michelwerke verwendete in Geschäftsberichten nicht selten diese Termini. Rechtlich und offiziell firmierte die Dachgesellschaft jedoch unter Michelwerke. Tatsächlich zogen die Gewerke (Anteilseigentümer) mehrfach die Umwandlung des Unternehmens in eine Aktiengesellschaft in Erwägung. Die Pläne wurden aus verschiedenen Gründen nie umgesetzt. Unter anderem kam es im mitteldeutschen Revier zwischen 1910 und 1932 mehrfach zu feindlichen Übernahmen von Aktiengesellschaften. Speziell im Geiseltal befanden sich zu dieser Zeit viele Gruben überwiegend im Mehrheitsbesitz böhmischer Kohlengroßhändler, die mit dem Erwerb von Aktien verschiedener Gesellschaften versuchten, ihren Einfluss zu stärken, um Konkurrenten auszuschalten. Die Gefahr einer sogenannten Überfremdung bestand bei Unternehmen in der Rechtsform einer bergrechtlichen Gewerkschaft nicht. Schon im Jahr 1906 hatten die Gründer der Michelwerke einen großen Teil der Kuxe bei finanzstarken rheinisch-westfälischen Investoren gestreut, die im Bedarfsfall bereitwillig mit Zubuße aushalfen. Kuxe verstorbener Mitglieder fingen die Michelwerke als Dachgesellschaft selbst auf.
Im Februar 1921 erwarben die Michelwerke die Gewerkschaften Neurath und Prinzessin Victoria mit Sitz in Bedburg (Rheinland). Den Vorstandsvorsitz der beiden Braunkohlengruben hatte schon im Jahr 1919 Georg van Meeteren übernommen. Zur Sicherung des Kohlenabsatzes dieser beiden Gewerkschaften übernahmen die Michelwerke zeitgleich einen Aktienanteil von 35 % der Stahlwerk Becker AG in Willich. Die Beteiligung an dem defizitären Unternehmen wurde jedoch noch vor 1930 an die Vereinigte Stahlwerke AG veräußert.
Zusätzlich erwarben die Michelwerke im Jahr 1928 die Niederrheinische Bergwerks-AG in Neukirchen-Vluyn. Bestandteil dieses Steinkohlenbergwerks war unter anderem ein Zechenkraftwerk, das den überschüssig erzeugten Strom in das Netz der RWE einspeiste. Die Kuxe bzw. Aktien der Bergwerke im Rheinland blieben auch nach 1945 im Besitz der Familie van Meeteren. Im Jahr 1933 betrug die Anzahl der Beschäftigten aller Michelwerke 2137 und stieg bis zum Jahr 1938 auf 2606. Die Jahresleistung an geförderter Rohbraunkohle lag im Jahr 1937 bei 4,74 Millionen Tonnen.
Während des Zweiten Weltkriegs wurde das repräsentative Verwaltungsgebäude der Michelwerke bei den Luftangriffen auf Halle vollständig zerstört. Im Zuge der sogenannten Industriereform in der sowjetischen Besatzungszone wurde am 3. Oktober 1945 das aktive und passive Vermögen der Michelwerke in Mitteldeutschland beschlagnahmt und in die alleinige Verfügungsgewalt der neu gegründeten Provinz Sachsen überführt. Im Jahr 1949 erfolgte die Umbenennung der Gruben der Michelwerke im Geiselteil in Tagebau Großkayna und die Eingliederung der Werke in das VEB Braunkohlenwerk Mücheln (ab 1966 VEB Braunkohlenkombinat Geiseltal). Der Tagebau war im Jahr 1972 ausgekohlt. Aus dem Restloch entstand der heutige Großkaynaer See.
Mit der Enteignung erfolgte die Liquidation der Michelwerke. In der Nachkriegszeit gründete Udo van Meeteren, der Sohn des 1945 verstorbenen Georg van Meeteren, mit dem verbliebenen Restvermögen der Familie die Michel-Verwaltung GbR mit Sitz in Düsseldorf. Die Gewerkschaften Neurath und Prinzessin Victoria in Bedburg gingen zum 1. Januar 1952 in der Braunkohlen-Bergwerk Neurath AG auf, in deren Vorstand Udo van Meeteren im Jahr 1956 berufen wurde. Die Aktien der Gesellschaft lagen bei der Michel-Verwaltung GbR. Im Jahr 1959 erfolgten die Gründung der Michel Bergbau AG und der Vesta Bergbau AG. Im Dezember desselben Jahres wurde die Braunkohlen-Bergwerk Neurath AG in die RAG eingegliedert.
Die Aktien der Niederrheinische Bergwerks-AG (Steinkohlebergwerk in Neukirchen-Vluyn), die sich ebenfalls noch im Besitz der Familie van Meeteren befanden, erwarb im Jahr 1968 die Ruhrkohle AG. Anfang der 1970er Jahre verkaufte Udo van Meeteren auch alle anderen Aktienbeteiligungen der Michel-Verwaltung GbR an die Ruhrkohle AG. Einen großen Anteil seines Vermögens übertrug er der gemeinnützigen Stiftung van Meeteren, die mit einem Stiftungskapitals von rund 45 Millionen Euro der Förderung von Wissenschaft, Kultur, Naturschutz, internationaler Verständigung durch Jugendaustausch, sowie sozialen und karitativen Zwecken dient.